# Велике герцогство Берзьке
Велике герцогство Берзьке (фр. Grand-duché de Berg; нім. Großherzogtum Berg) — клієнтська держава Першої Французької імперії, заснована Наполеоном I після його перемоги під Аустерліцом 1805 році на землях між територіями Французької імперії на Рейні та Вестфальським королівством.

## Історія
У 1794 році в ході революційних воєн, Франція анексувала князівство Юліх, в результаті чого знову з'явилися два герцогства Юліх і Берг, що належать князівству Пфальц-Нейбург, яке з 1614 року перебувало в особистій унії з Віттельсбахами. У 1803 році спадкоємець Пфальц-Нейбурга, баварський курфюрст Максиміліан Йосип, передав Берзьке князівство, відокремлене від інших баварських територій в управління своєму кузенові Вільгельму Пфальц-Цвайбрюкен-Біркенфельд-Гельнхаузенскому і таким чином Берг опинився під владою молодшої гілки Віттельсбахів.
У 1806 році у ході реорганізації Німеччини викликаної розпуском Священної Римської імперії, Максиміліан I Йосип, тепер вже король Баварії, поступився Бергом Наполеону в обмін на Ансбаське князівство.
15 березня 1806 року французький імператор утворив з  Бергу, Клевського герцогства на східному березі Рейну та деяких інших областей Велике герцогство Берзьке і віддав його під управління зятя Йоахіма Мюрата.
Герб Мюрата поєднував червоного берзького лева з клевським гербом. Також на гербі були присутні якір і гармати, оскільки Мюрат був Великим адміралом і маршалом Франції. Як чоловік сестри Наполеона, він також мав право на використання в гербі імперського орла.
12 липня 1806 року Мюрат вступив в Рейнський союз і прийняв титул великого князя. Землі великого герцогства були додатково збільшені за рахунок анексії графства Марк, князівства-єпископства Мюнстер, імперського міста Дортмунд і численних дрібних територій Нижнього Рейнсько-Вестфальського округу (графства Бентгейм-Текленбург і Лінген, абатств Ельтен, Тесса і Верден).
Після того, як Мюрат в 1808 році став королем Неаполя, велике герцогство Берзьке спочатку управлялося шляхом особистої унії безпосередньо Наполеоном.
У наступному році він призначив великим герцогом свого малолітнього племінника принца Луї Наполеона Бонапарта, старшого сина брата Наполеона, Луї Бонапарта, короля Голландії на умовах опікунства. Великим герцогством Берг фактично керував французький чиновник П'єр-Луї Редерер.
До цього часу, (1809 рік) Велике герцогство Берзьке займало площу в 17 500 км² з населенням 878 157 осіб. Головним містом Великого герцогства був Дюссельдорф, і все воно розподілялося на чотири департаменту.
Економічний спад, викликаний невдалою континентальною блокадою, призвели до серії бунтів і повстань. Недовге існування Великого герцогства підійшло до кінця, коли французькі війська програли в битві під Лейпцігом. Ще до повноліття великого герцога Людовика, союзники зайняли країну і заснували для тимчасового управління губернаторство, а в 1815 році на Віденському конгресі Берг визнано прусським володінням. Берг став частиною провінції Юліх-Клеве-Берг, східні території Мюнстера і Марк були об'єднані в провінцію Вестфалія.